# Vipera ammodytes
Vipère ammodyte, Vipère cornue
Espèce
Synonymes
- Coluber ammodytes Linnaeus, 1758
- Vipera aspis balcanica Buresch & Zonkov, 1934
- Vipera ammodytes ruffoi Bruno, 1968
- Vipera ammodytes gregorwallneri Sochurek, 1974

Statut de conservation UICN

 LC  : Préoccupation mineure
Vipera ammodytes, la Vipère ammodyte ou vipère cornue, est une espèce de serpents de la famille des Viperidae.

## Répartition

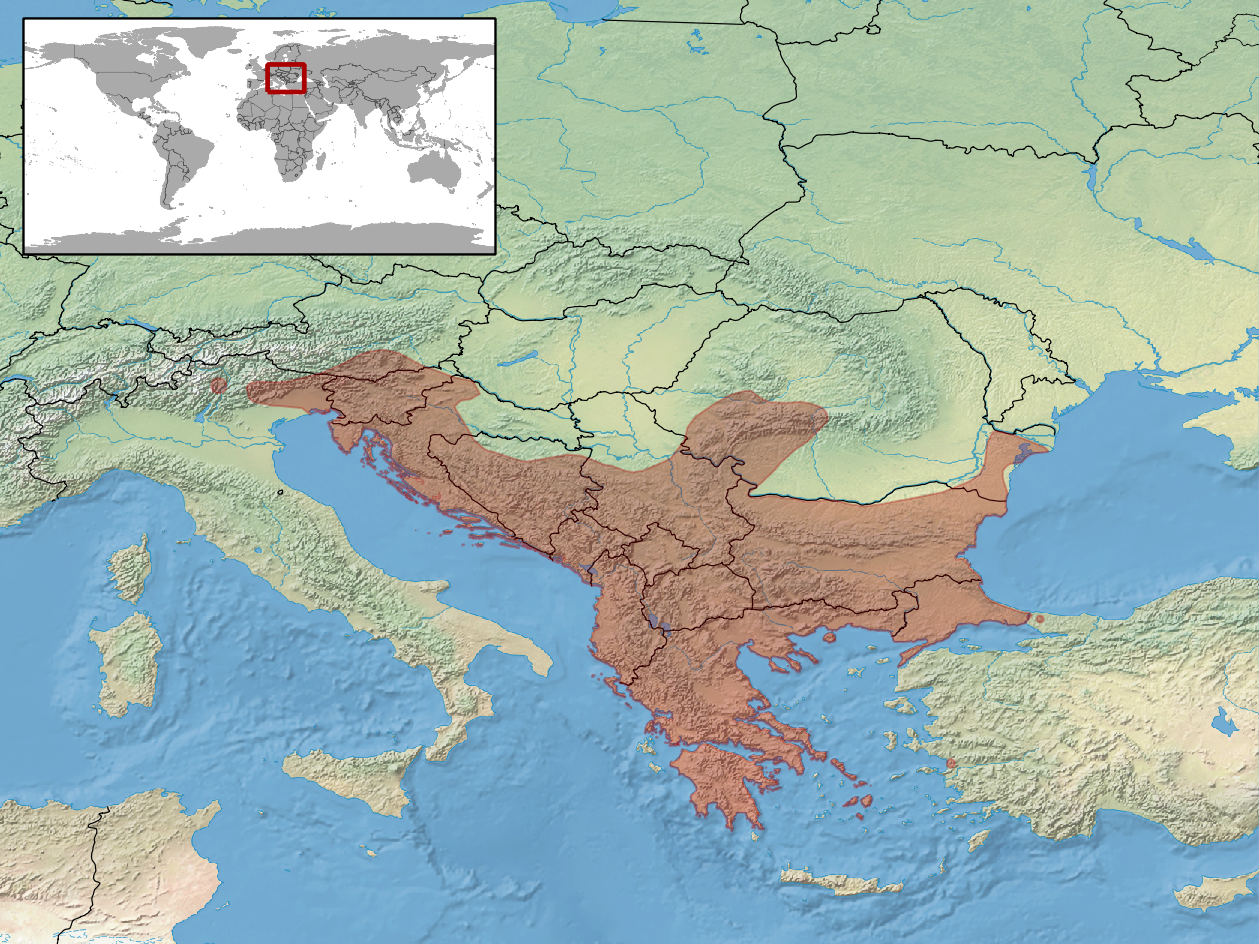
Distribution.

L'espèce se rencontre dans le nord-est de l'Italie, en Autriche en Carinthie et Styrie du sud, dans l'ouest de la Hongrie, en Slovénie, en Croatie (dont certaines îles de l'Adriatique), en Bosnie-Herzégovine, en Serbie, au Kosovo, au Monténégro, en Albanie, en Macédoine, en Grèce (dont les Cyclades : Paros, Antiparos, Andros, Tinos et l'îlot de Strongylo), en Roumanie, en Bulgarie et en Turquie,.

## Description

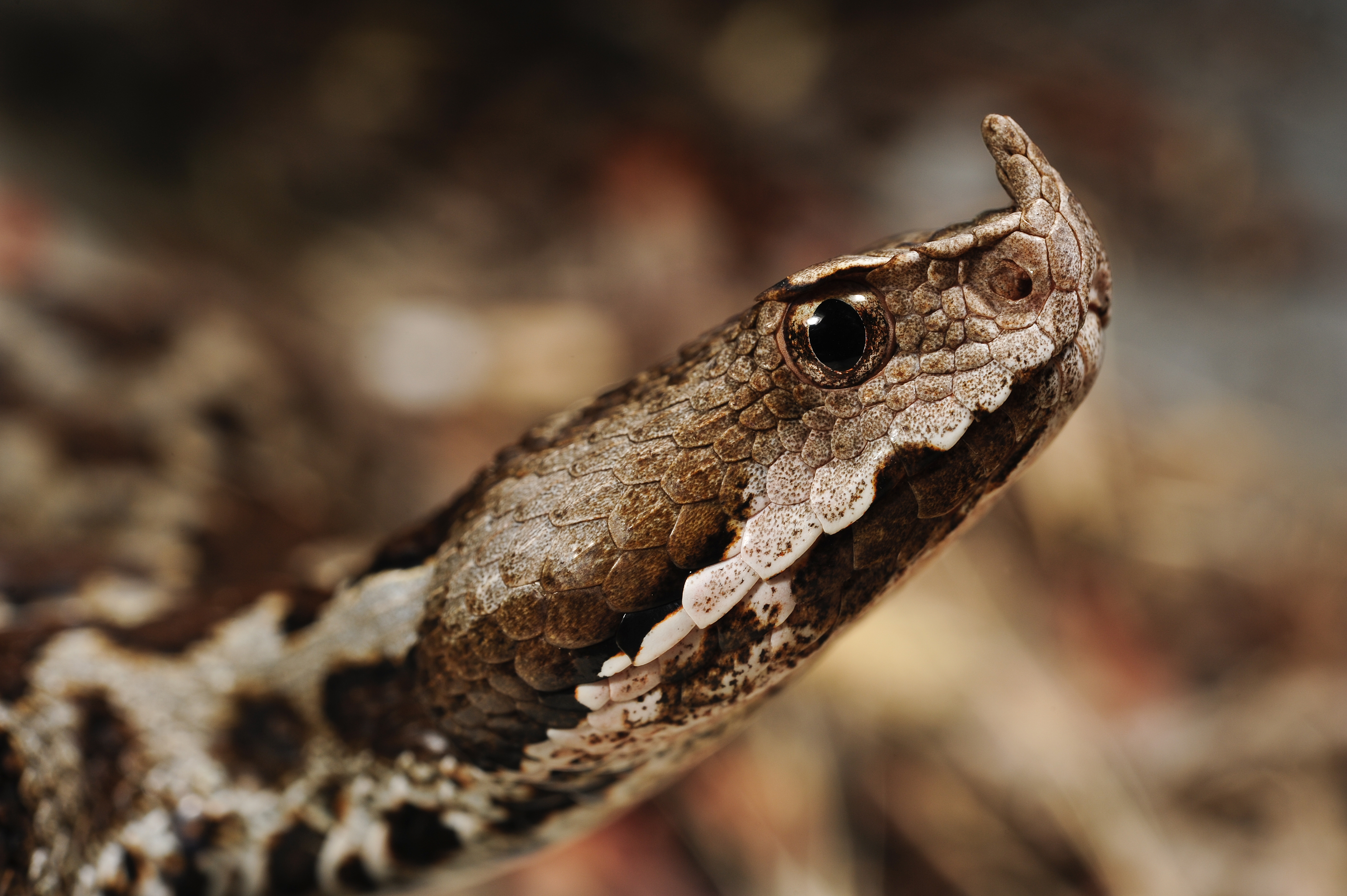
Vipera ammodytes.

Vipera ammodytes mesure en général moins de 85 cm mais certains individus peuvent atteindre 95 cm. C'est une vipère trapue qui grâce à la petite corne qui termine son museau, ne peut être confondue avec aucune autre vipère européenne, à l'exception de la vipère de Lataste, qui n'occupe pas la même aire géographique. Les anglophones l'appellent d'ailleurs long-nosed viper, vipère à long nez.

## Venin

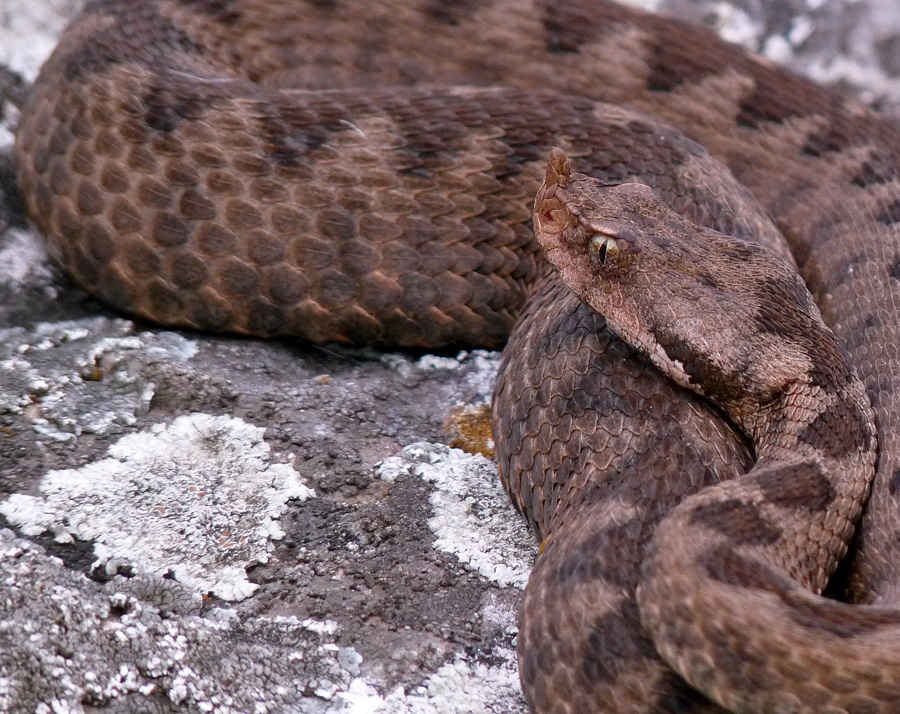
Vipera ammodytes.

Les morsures sont rares, mais son venin est très actif et dangereux pour l’homme, car il est injecté en grande quantité et est beaucoup plus fort que celui des vipères aspics et péliades (10 à 12 fois plus fort). Les symptômes sont : vomissements, diarrhée, douleurs abdominales, hypotension. Ces morsures nécessitent l'injection d'un sérum antivenimeux.

## Liste des sous-espèces
Selon The Reptile Database (29 janvier 2014) :
- Vipera ammodytes ammodytes (Linnaeus, 1758) ;
- Vipera ammodytes meridionalis (Boulenger, 1903) ;
- Vipera ammodytes montandoni (Boulenger, 1904).

## Étymologie
Son nom d'espèce vient du latin ammodytēs, « serpent d'Afrique qui se cache dans le sable », lui-même construit à partir du grec ancien αμμος, « sable » et δυτης, « qui s'enfonce ».

## Taxinomie
Vipera transcaucasiana a été considérée comme une sous-espèce de Vipera ammodytes et le reste parfois comme pour Joger ou Nilson.